# Gołdyriewskij
Gołdyriewskij (ros. Голдыревский) – osiedle w Rosji, w Kraju Permskim, w rejonie kungurskim. W 2010 liczyło 876 mieszkańców.